# Convenció de Londres (1786)
La Convenció de Londres, també coneguda com la Convenció anglo-hispana, va ser un acord negociat entre el Regne de Gran Bretanya i l'Imperi Espanyol sobre l'estatus dels assentaments britànics a la costa dels Miskitos d'Amèrica Central. Va ser signat el 14 de juliol de 1786.
Segons els termes del Tractat de París (1783) que va posar fi a la Guerra d'Independència dels Estats Units i incloïa a Espanya com a signatària, els assentaments britànics en el «continent espanyol» havien de ser evacuats, emprant un llenguatge similar a l'usat en el Tractat de París (1763) que va acabar la Guerra dels Set Anys. Els colons britànics a la zona van resistir la implementació de l'acord de 1783, en observar (com ho havien fet després del tractat de 1763) que els espanyols mai no havien controlat realment la regió i que, per tant, no pertanyia al «continent espanyol». Després que ambdós bàndols augmentessin les activitats militars a l'àrea de l'assentament del riu Negro, on vivia la major part dels colons britànics, es va decidir entaular negociacions per resoldre l'assumpte.
En l'acord signat el 14 de juliol de 1786, Gran Bretanya va acceptar evacuar els seus colons de les Illes de la Badia i Mosquitia a canvi d'acordar expandir el territori disponible per als llenyataires britànics a la península de Yucatán i permetre'ls explotar la caoba i altres fustes nobles que estaven augmentant de valor. Malgrat l'oposició dels colons de la costa de Mosquits, l'acord va ser implementat i els britànics van evacuar a més de dues mil persones. La major part es va dirigir a Belize, encara que altres van ser reubicats a Jamaica, Grand Cayman o Roatán. El control de l'assentament de riu Negro va ser lliurat formalment als espanyols el 29 d'agost de 1787 pel net del seu fundador, William Pitt.